# ادن (ویسکانسین)
ادن (به انگلیسی: Eden) یک منطقهٔ مسکونی در ایالات متحده آمریکا است که در فوند دو لک، ویسکانسین واقع شده‌است. ادن ۱٫۶۰ کیلومتر مربع مساحت و ۸۷۵ نفر جمعیت دارد.